# Ghost in the Machine Tour
El Ghost in the Machine Tour fue una gira de conciertos realizada entre los años 1981 y 1982 por la banda de Rock y New Wave inglesa The Police. La gira promocionaba al álbum Ghost in the Machine y contó con 119 presentaciones en 3 continentes, incluyendo participaciones en varios festivales, como el de Viña del Mar.

## Lista de canciones
La lista regular de canciones (con algunas variaciones) interpretadas por la banda durante la gira fue:
- Bring on the Night
- Can't Stand Losing You
- De Do Do Do De Da Da Da
- Deathwish
- Demolition Man
- Don't Stand So Close To Me
- Driven To Tears
- Every Little Thing She Does Is Magic
- Fall Out
- Hungry for You
- Invisible Sun
- Man in the Suitcase
- Message in a Bottle
- One World
- Roxanne
- Secret Journey
- Shadows In The Rain
- So Lonely
- Spirits in the Material World
- The Bed's Too Big Without You
- Too Much Information
- Truth Hits Everybody
- Voices Inside My Head
- Walking on the Moon
- When The World Is Running Down You Make The Best Of What's Still Around

## Fechas del tour
| Fecha                                | Ciudad                      | País                | Lugar                                   |
| ------------------------------------ | --------------------------- | ------------------- | --------------------------------------- |
| Primera Manga Suramericana           |                             |                     |                                         |
| 29 y 30 de julio de 1981             | Caracas                     | Venezuela           | Poliedro de Caracas                     |
| Primera Manga Norteamericana         |                             |                     |                                         |
| 22 de agosto de 1981                 | Filadelfia                  | Estados Unidos      | Hipódromo Liberty Bell Park             |
| 23 de agosto de 1981                 | Oakville                    | Canadá              | The Grove                               |
| Primera Manga Europea                |                             |                     |                                         |
| 9, 10, 11 y 12 de septiembre de 1981 | Londres                     | Inglaterra          | Teatro Drury Lane                       |
| 1 de octubre de 1981                 | Böblingen                   | Alemania Occidental | Sporthalle                              |
| 2 de octubre de 1981                 | Essen                       | Alemania Occidental | Grugahalle                              |
| 3 de octubre de 1981                 | Kassel                      | Alemania Occidental | Eissporthalle                           |
| 5 de octubre de 1981                 | Friburgo                    | Alemania Occidental | Stadthalle                              |
| 6 de octubre de 1981                 | Rüsselsheim                 | Alemania Occidental | Walter-Köbelhalle                       |
| 8 de octubre de 1981                 | Heidelberg                  | Alemania Occidental | Rhein-Neckarhalle                       |
| 9 de octubre de 1981                 | Múnich                      | Alemania Occidental | Olympiahalle                            |
| 12 de diciembre de 1981              | Londres                     | Inglaterra          | Club Marquee                            |
| 14, 15 y 16 de diciembre de 1981     | Londres                     | Inglaterra          | Wembley Arena                           |
| 18 de diciembre de 1981              | Brighton                    | Inglaterra          | Conference Centre                       |
| 19 de diciembre de 1981              | Birmingham                  | Inglaterra          | National Exhibition Centre              |
| 21 de diciembre de 1981              | Deeside                     | Gales               | Queen's Hall                            |
| 22 de diciembre de 1981              | Leeds                       | Inglaterra          | Queen's Hall                            |
| 23 de diciembre de 1981              | Stafford                    | Inglaterra          | Bingley Hall                            |
| 31 de diciembre de 1981              | Edimburgo                   | Escocia             | Royal Highland Showground               |
| 3 de enero de 1982                   | Estocolmo                   | Suecia              | Hovet                                   |
| 4 de enero de 1982                   | Gotemburgo                  | Suecia              | Scandinavium                            |
| 5 de enero de 1982                   | Copenhague                  | Dinamarca           | Brondbyhallen                           |
| 7 de enero de 1982                   | Hamburgo                    | Alemania Occidental | Ernst-Merck-Halle                       |
| 9 de enero de 1982                   | Leiden                      | Países Bajos        | Groenoordhallen                         |
| 10 y 11 de enero de 1982             | París                       | Francia             | Parc des Expositions du Bourget         |
| Segunda Manga Norteamericana         |                             |                     |                                         |
| 15 de enero de 1982                  | Boston                      | Estados Unidos      | Boston Garden                           |
| 16 de enero de 1982                  | Landover (Maryland)         | Estados Unidos      | Capital Centre                          |
| 18 de enero de 1982                  | Filadelfia                  | Estados Unidos      | The Spectrum                            |
| 19 de enero de 1982                  | Uniondale (Nueva York)      | Estados Unidos      | Nassau Veterans Memorial Coliseum       |
| 20 de enero de 1982                  | Springfield (Massachusetts) | Estados Unidos      | Civic Center                            |
| 22 de enero de 1982                  | Nueva York                  | Estados Unidos      | Madison Square Garden                   |
| 23 de enero de 1982                  | New Haven                   | Estados Unidos      | Veterans Memorial Coliseum              |
| 25 de enero de 1982                  | Williamsburg                | Estados Unidos      | William & Mary Hall                     |
| 26 de enero de 1982                  | Greensboro                  | Estados Unidos      | Coliseum                                |
| 27 de enero de 1982                  | Atlanta                     | Estados Unidos      | Omni Coliseum                           |
| 29 de enero de 1982                  | Richfield (Ohio)            | Estados Unidos      | Coliseum                                |
| 30 de enero de 1982                  | Detroit                     | Estados Unidos      | Cobo Arena                              |
| 1 de febrero de 1982                 | Rosemont (Illinois)         | Estados Unidos      | Rosemont Horizon                        |
| 2 de febrero de 1982                 | Minneapolis                 | Estados Unidos      | Met Center                              |
| 4 de febrero de 1982                 | Denver                      | Estados Unidos      | McNichols Sports Arena                  |
| 6 de febrero de 1982                 | Phoenix                     | Estados Unidos      | Compton Terrace Amphitheater            |
| 8, 9 y 10 de febrero de 1982         | Inglewood (California)      | Estados Unidos      | The Forum                               |
| 12 y 13 de febrero de 1982           | Daly City                   | Estados Unidos      | Cow Palace                              |
| Segunda Manga Suramericana           |                             |                     |                                         |
| 16 y 17 de febrero de 1982           | Río de Janeiro              | Brasil              | Gimnasio de Maracanãzinho               |
| 19 y 20 de febrero de 1982           | Viña del Mar                | Chile               | Anfiteatro de la Quinta Vergara         |
| Tercera Manga Norteamericana         |                             |                     |                                         |
| 12 de marzo de 1982                  | Pembroke Pines (Florida)    | Estados Unidos      | Hollywood Sportatorium                  |
| 13 de marzo de 1982                  | Jacksonville (Florida)      | Estados Unidos      | Jacksonville Memorial Coliseum          |
| 14 de marzo de 1982                  | Lakeland (Florida)          | Estados Unidos      | Lakeland Civic Center                   |
| 16 de marzo de 1982                  | Birmingham (Alabama)        | Estados Unidos      | Birmingham–Jefferson Convention Complex |
| 17 de marzo de 1982                  | Memphis (Tennessee)         | Estados Unidos      | Mid-South Coliseum                      |
| 19 de marzo de 1982                  | Baton Rouge                 | Estados Unidos      | Riverside Centroplex                    |
| 20 de marzo de 1982                  | Houston                     | Estados Unidos      | The Summit                              |
| 22 de marzo de 1982                  | Austin                      | Estados Unidos      | Frank Erwin Center                      |
| 23 de marzo de 1982                  | Dallas                      | Estados Unidos      | Reunion Arena                           |
| 25 de marzo de 1982                  | Kansas City                 | Estados Unidos      | Kemper Arena                            |
| 26 de marzo de 1982                  | Oklahoma City               | Estados Unidos      | Lloyd Noble Center                      |
| 28 de marzo de 1982                  | Rosemont (Illinois)         | Estados Unidos      | Rosemont Horizon                        |
| 29 de marzo de 1982                  | Indianápolis                | Estados Unidos      | Market Square Arena                     |
| 31 de marzo de 1982                  | Champaign (Illinois)        | Estados Unidos      | Assembly Hall                           |
| 1 de abril de 1982                   | San Luis                    | Estados Unidos      | Checkerdome                             |
| 3 de abril de 1982                   | Charlotte                   | Estados Unidos      | Charlotte Coliseum                      |
| 4 de abril de 1982                   | Lexington (Kentucky)        | Estados Unidos      | Rupp Arena                              |
| 6 de abril de 1982                   | Cincinnati                  | Estados Unidos      | Riverfront Coliseum                     |
| 7 de abril de 1982                   | Ann Arbor                   | Estados Unidos      | Crisler Arena                           |
| 9 de abril de 1982                   | Pittsburgh                  | Estados Unidos      | Civic Arena                             |
| 10 de abril de 1982                  | Hartford (Connecticut)      | Estados Unidos      | Hartford Civic Center                   |
| 12 de abril de 1982                  | Boston                      | Estados Unidos      | Boston Garden                           |
| 13 de abril de 1982                  | Providence (Rhode Island)   | Estados Unidos      | Civic Center                            |
| 15 de abril de 1982                  | Portland (Maine)            | Estados Unidos      | Cumberland County Civic Center          |
| 16 de abril de 1982                  | Siracusa (Nueva York)       | Estados Unidos      | Carrier Dome                            |
| 18, 19 y 21 de abril de 1982         | East Rutherford             | Estados Unidos      | Brendan Byrne Arena                     |
| 22 de abril de 1982                  | Uniondale (Nueva York)      | Estados Unidos      | Nassau Veterans Memorial Coliseum       |
| Segunda Manga Europea                |                             |                     |                                         |
| 2 de julio de 1982                   | Bolonia                     | Italia              | Quartiere Fieristico Parco Nord         |
| 4 de julio de 1982                   | Milán                       | Italia              | Parco Lago Redecesio                    |
| 28 de julio de 1982                  | Aylesbury                   | Inglaterra          | Friars Club                             |
| 29 de julio de 1982                  | Southampton                 | Inglaterra          | Gaumont Theatre                         |
| 31 de julio de 1982                  | Gateshead                   | Inglaterra          | Gateshead International Stadium         |
| Cuarta Manga Norteamericana          |                             |                     |                                         |
| 9 de agosto de 1982                  | Norfolk (Virginia)          | Estados Unidos      | Norfolk Scope                           |
| 11 de agosto de 1982                 | Montreal                    | Canadá              | Estadio McGill                          |
| 13 de agosto de 1982                 | Toronto                     | Canadá              | Exhibition Stadium                      |
| 15 de agosto de 1982                 | Charlevoix (Míchigan)       | Estados Unidos      | Castle Farms                            |
| 17 de agosto de 1982                 | Nashville                   | Estados Unidos      | Nashville Municipal Auditorium          |
| 18 de agosto de 1982                 | Peoria (Illinois)           | Estados Unidos      | Peoria Civic Center                     |
| 20 de agosto de 1982                 | East Troy (Wisconsin)       | Estados Unidos      | Alpine Valley Music Theatre             |
| 21 de agosto de 1982                 | Cedar Rapids (Iowa)         | Estados Unidos      | Five Seasons Center                     |
| 23 de agosto de 1982                 | Denver                      | Estados Unidos      | Red Rocks Amphitheatre                  |
| 24 de agosto de 1982                 | Omaha                       | Estados Unidos      | Rosenblatt Stadium                      |
| 26 de agosto de 1982                 | Salt Lake City              | Estados Unidos      | Salt Palace                             |
| 28 de agosto de 1982                 | Sacramento (California)     | Estados Unidos      | California Exposition                   |
| 29 de agosto de 1982                 | Portland (Oregón)           | Estados Unidos      | Memorial Coliseum                       |
| 31 de agosto de 1982                 | Vancouver                   | Canadá              | Coliseo del Pacífico                    |
| 1 de septiembre de 1982              | Seattle                     | Estados Unidos      | Seattle Center Coliseum                 |
| 3 de septiembre de 1982              | San Bernardino (California) | Estados Unidos      | US Festival 1982                        |
| 5 de septiembre de 1982              | Tucson                      | Estados Unidos      | Tucson Convention Center                |
| 6 de septiembre de 1982              | Las Cruces (Nuevo México)   | Estados Unidos      | Pan American Center                     |